# Rhapsody (広瀬香美のアルバム)
『rhapsody』（ラプソディ）は、日本の歌手広瀬香美の7枚目のアルバム。1998年1月15日発売。発売元はビクターエンタテインメント。

## 解説
15枚目シングル『I Wish』を最後に本間昭光はプロデュースから離れたため本作が2018年現在、本間プロデュース最後のアルバムとなっている。

## 収録曲
| 全作詞・作曲: 広瀬香美、全編曲: 本間昭光・広瀬香美。 |                                                        |          |            |      |
| #                                                    | タイトル                                               | 作詞     | 作曲・編曲 | 時間 |
| 1.                                                   | 「love link life」                                     | 広瀬香美 | 広瀬香美   | 1:02 |
| 2.                                                   | 「Digital Rhapsody」                                   | 広瀬香美 | 広瀬香美   | 4:22 |
| 3.                                                   | 「promise (conversion)」(11枚目のシングル。)           | 広瀬香美 | 広瀬香美   | 5:35 |
| 4.                                                   | 「地図を広げよう」                                     | 広瀬香美 | 広瀬香美   | 3:59 |
| 5.                                                   | 「ピアニシモ (Mix on Basis)」(12枚目のシングル。)      | 広瀬香美 | 広瀬香美   | 5:32 |
| 6.                                                   | 「僕がそばに…」                                        | 広瀬香美 | 広瀬香美   | 4:33 |
| 7.                                                   | 「くちづけ」                                           | 広瀬香美 | 広瀬香美   | 5:25 |
| 8.                                                   | 「So Far So Good」                                     | 広瀬香美 | 広瀬香美   | 4:20 |
| 9.                                                   | 「迷えるBOY ミラクルGIRL」                             | 広瀬香美 | 広瀬香美   | 3:02 |
| 10.                                                  | 「夏だモン (ヤッパ…冬だモンVer.)」(10枚目のシングル。) | 広瀬香美 | 広瀬香美   | 4:25 |
| 11.                                                  | 「YOYO」                                               | 広瀬香美 | 広瀬香美   | 5:19 |
| 12.                                                  | 「恋なんかしたくない (ウソ)」                          | 広瀬香美 | 広瀬香美   | 5:21 |
| 13.                                                  | 「LOVE LINK LIFE」                                     | 広瀬香美 | 広瀬香美   | 3:33 |
| 合計時間:                                            | 合計時間:                                              | 56:28    |            |      |